# Motherhood or Politics
Motherhood or Politics  (o, anche, A Case for Solomon) è un cortometraggio muto del 1913 diretto da Warwick Buckland.

## Produzione
Il film fu prodotto dalla Hepworth.

## Distribuzione
Distribuito dalla Hepworth, il film - un cortometraggio in due bobine - uscì nelle sale cinematografiche britanniche nel maggio 1913. Fu distribuito anche negli Stati Uniti dalla Blinkhorn Photoplays il 19 gennaio 1914.
Si conoscono pochi dati del film che, prodotto dalla Hepworth, fu distrutto nel 1924 dallo stesso produttore, Cecil M. Hepworth. Fallito, in gravissime difficoltà finanziarie, il produttore pensò in questo modo di poter almeno recuperare il nitrato d'argento della pellicola.